# هیناتا هیوگا

هیناتا هیوگا (日向 ヒナタ Hyūga Hinata) یک شخصیت خیالی در مجموعه مانگا و انیمه ناروتو است که توسط ماساشی کیشیموتو خلق شده‌است. او وارث اصلی خاندان هیوگا و دارای چشم‌های بیاکوگان است که می‌تواند با استفاده از چشم‌های خود جریان چاکرای حریف را ببیند و با استفاده از فنون تایجتسوی مخصوص خاندان هیوگا (مشت نرم) جریان چاکرا را قطع کند. او دختری بسیار خجالتی بوده و از کودکی عاشق ناروتو اوزوماکی می‌باشد و در نهایت با ناروتو ازدواج می‌کند.

## تاریخچه
یک کونویچی از دهکده ی مخفی در برگ و از اعضای خاندان اصلی هیوگا می باشد. او فرزند بزرگ هیاشی هیوگا (رهبر قبیله ی هیوگا) است. از این رو او در دوران کودکی خود برای بدست اوردن شایستگی هایی برای رهبری خاندان هیوگا تمرینات سختی را انجام می داد. نجی هیوگا پسز عموی او که از خاندان فرعی بود و به علت فرستادن پدرش به جای پدر هیناتا برای قربانی دشمنان شدن از خاندان اصلی بسیار کینه به دل داشت قبل از این اتفاقات محافظ شخصی و یکی از مربی های هیناتا بود و هنگامی که هیناتا داشت بیاکوگان خود را پرورش میداد و به چشمانش باند بسته بود بسیار به او کمک میکرد و نگرانش بود . اما بعد از جریان پدرش با همه ی خاندان اصلی دشمن شد و حتی در امتحانات چونین هیناتا را تا سر حد مرگ برد . هیناتا اما از او کینه به دل نگرفت زیرا ماجرا را نمیدانست و دلش به حال او میسوخت. بعد از مسابقات اصلی و باختن نجی پدر هیناتا از او عذرخواهی کرد و نجی آن را پذیرفت و دوباره به کار به عنوان محافظ هیناتا مشغول شد . 
هیناتا نیز در سری دوم ناروتو به آموزش زیر دست بانو سوناده مشغول شد و اصول مقدماتی نینجای پزشک شدن را آموخت . در حمله ی پین هیناتا با وجود اینکه ناروتو به همه گفته بود از میدان نبرد دور باشند وارد میدان شد و اعلام کرد که ناروتو را دوست دارد و میخواهد خودخواه باشد . او در طی مبارزه شجاعانه ای با پین مقلوب شد و باعث آزاد شدن کیوبی از درون ناروتو شد . اما اگر او نبود ناروتو هرگز با پدرش میناتو هوکاگه ی چهارم آشنا نمیشد پس باید از او ممنون باشیم . در طی جنگ جهانی و بعد از مرگ نجی از چاکرای ناروتو استفاده کرد و افراد زیادی را از مرگ نجات داد . او با ناروتو ازدواج کرد و صاحب دو فرزند به نام های بوروتو و هیماواری شد .